# Lauri Ingman
Lars (Lauri) Johannes Ingman (Teuva, 30 de junho de 1868 – Turku, 25 de outubro de 1934) foi um arcebispo, político e professor finlandês, que serviu como primeiro-ministro da Finlândia por duas vezes.
Era graduado em filosofia e teologia e trabalhou como professor na Universidade de Helsinque. Foi conselheiro de várias associações religiosas e arcebispo de Turku. Em 1932, foi agraciado com o título de doutorado honorário em teologia pela Universidade de Upsália.
Na política, foi líder do Partido da Coligação Nacional e um dos políticos mais influentes do país. Foi também ministro da educação por quatro vezes e membro do parlamento.